# Френдшип Хајтс Вилиџ (Мериленд)
Френдшип Хајтс Вилиџ (енгл. Friendship Heights Village) насељено је место без административног статуса у америчкој савезној држави Мериленд.

## Демографија
По попису из 2010. године број становника је 4.698.
| Група             | 2000.    | 2010.         |
| Белци             | 0 (0,0%) | 3.318 (70,6%) |
| Афроамериканци    | 0 (0,0%) | 266 (5,7%)    |
| Азијати           | 0 (0,0%) | 556 (11,8%)   |
| Хиспаноамериканци | 0 (0,0%) | 417 (8,9%)    |
| Укупно            | 0        | 4.698         |